# 바른정책연구소
바른정책연구소는 바른정당 산하의 정책 연구소이다.  2017년 4월 7일 출범 하였고  2017년 7월 7일 개소식을 가졌다.

## 역대 이사장
- 1대 이사장 : 주호영 (임기 : 2017년 4월 7일 ~ 2017년 6월 25일)
- 2대 이사장 : 이혜훈 (임기 : 2017년 6월 26일 ~ 2017년 9월 7일)
- 3대 이사장 : 주호영 (임기 : 2017년 9월 8일 ~ 2017년 11월 13일)
- 4대 이사장 : 유승민 (임기 : 2017년 11월 13일 ~ 2018년 2월 13일)

## 역대 연구소장
- 1대 연구소장 : 김세연 (임기 : 2017년 4월 7일 ~ 2018년 1월 6일)
- 권한대행 : 최홍재 (임기 : 2018년 1월 7일 ~ 2018년 2월 13일)